# Дунайцев Віталій Володимирович
Дунайцев Віталій Володимирович (нар. 12 квітня 1992, Костанай, Казахстан) — російський боксер-любитель, бронзовий призер Олімпійських ігор 2016 року. Чемпіон світу (2015) та Європи (2015) у першій напівсередній вазі, заслужений майстер спорту Росії.

## Аматорська кар'єра

### Чемпіонат світу 2015
- 1/8 фіналу. Переміг Пета Маккормака (Велика Британія) 3-0
- 1/4 фіналу. Переміг Лоренцо Сотомайора (Азербайджан) 3-0
- 1/2 фіналу. Переміг Яснієра Толедо (Куба) 2-1
- Фінал. Переміг Фазліддіна Гайбназарова (Узбекистан) 2-1

### Олімпійські ігри 2016
- 1/8 фіналу. Переміг Баатарсухийна Чинзоріга (Монголія) 3-0
- 1/4 фіналу. Переміг Ху Цяньсюнь (Китай) 3-0
- 1/2 фіналу. Програв Фазліддіну Гаїбназарову (Узбекистан) 1-2

### Чемпіонат світу 2017
- 1/8 фіналу. Програв Фреудісу Рохасу (США) 1-4